# Colénquima

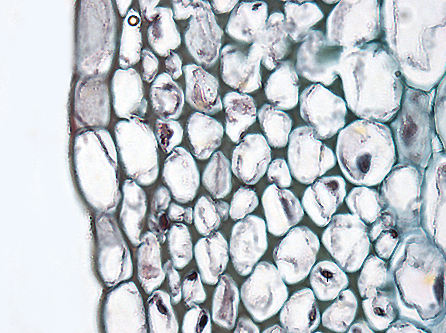
Células de colénquima, en corte transversal.

En la botánica, el colénquima es un tejido de sostén presente en plantas jóvenes y plantas de la especie de las herbáceas Proporciona flexibilidad a los tallos jóvenes, a los pecíolos y a los nervios de las hojas. Generalmente, su distribución es subepidérmica, por debajo del tejido epidérmico.
A diferencia del esclerénquima, está formado por células maduras , alargadas, ricas en agua y en hemicelulosa, que se observan brillantes en el microscopio óptico, y con una gruesa pared celular formada por celulosa y pectina. Poseen paredes primarias ligeramente más anchas en ciertas zonas, y su citoplasma puede contener cloroplastos y vacuolas con cristales.
Existen varios tipos de colénquima, de acuerdo con la forma de las células y la ubicación del engrosamiento de las paredes:
- Angular: Con engrosamiento en los ángulos.
- Tangencial, Laminar o lamelar: con engrosamiento en las paredes tangenciales o periclinales.
- Lagunar: Con engrosamiento en las paredes que limitan el espacio intercelular.
- Masivo: Forma derivada con fuerte engrosamiento en todas las paredes.

Por las características de su pared celular, presenta gran resistencia a las circunstancias de aplastamiento, lo que asegura a la planta una resistencia mecánica y segura.
Se encuentra en órganos jóvenes de Dicotiledóneas que están en crecimientos; en órganos maduros de plantas herbáceas. Falta en tallos leñosos y en hojas de Monocotiledóneas. Es raro en Pteridofitas.